# 룡암선
룡암선(龍巖線)은 평안북도 구장군에 있는 구장청년역과 룡암역을 연결하는, 조선민주주의인민공화국의 철도 노선이다.

## 노선 정보
- 구간과 거리 : 구장청년역~룡암역 7.4km
- 역 수 : 2개(양단역 포함)
- 궤도 간격 : 1435mm(표준궤)
- 전철화 구간 : 전 구간(직류 3000V)
- 복선 구간 : 없음

## 연혁
- 1934년 4월 1일 : 구장역과 용등역(룡암역) 구간 개통, 당시의 명칭은 '용등선'(龍登線)이었음[1]
- 1944년 6월 15일 : 동룡굴역(蝀龍窟驛) 폐지[2]

## 역 목록
- 구장청년역(球場靑年驛)
- 룡암역(龍巖驛)